# フォゴ山
フォゴ山（フォゴさん、発音 [ˈpiku du ˈfoɡu]）は、カーボベルデ共和国最高峰の標高2829メートルの山である。活発な成層火山であり、アフリカ大陸のすぐ西の大西洋上にあるフォゴ島の中央部に位置する。中央火口丘の最後の噴火は1675年に起こり、住民は島外への大規模な移住を余儀なくされた。1847年の噴火では、火山性地震により数人の命が奪われた。中央火口丘側面の地割れ火口は1995年に噴火しているが、2014年11月にふたたび噴火した。

## 特徴
フォゴ島は、ホットスポットによって形成された、カーボベルデ諸島において最も若い火山島で、諸島の西端部に位置している。ホットスポットで順次作られた活火山がアフリカプレートに乗ってホットスポットの上を東に向かって移動し多島海を形成している。

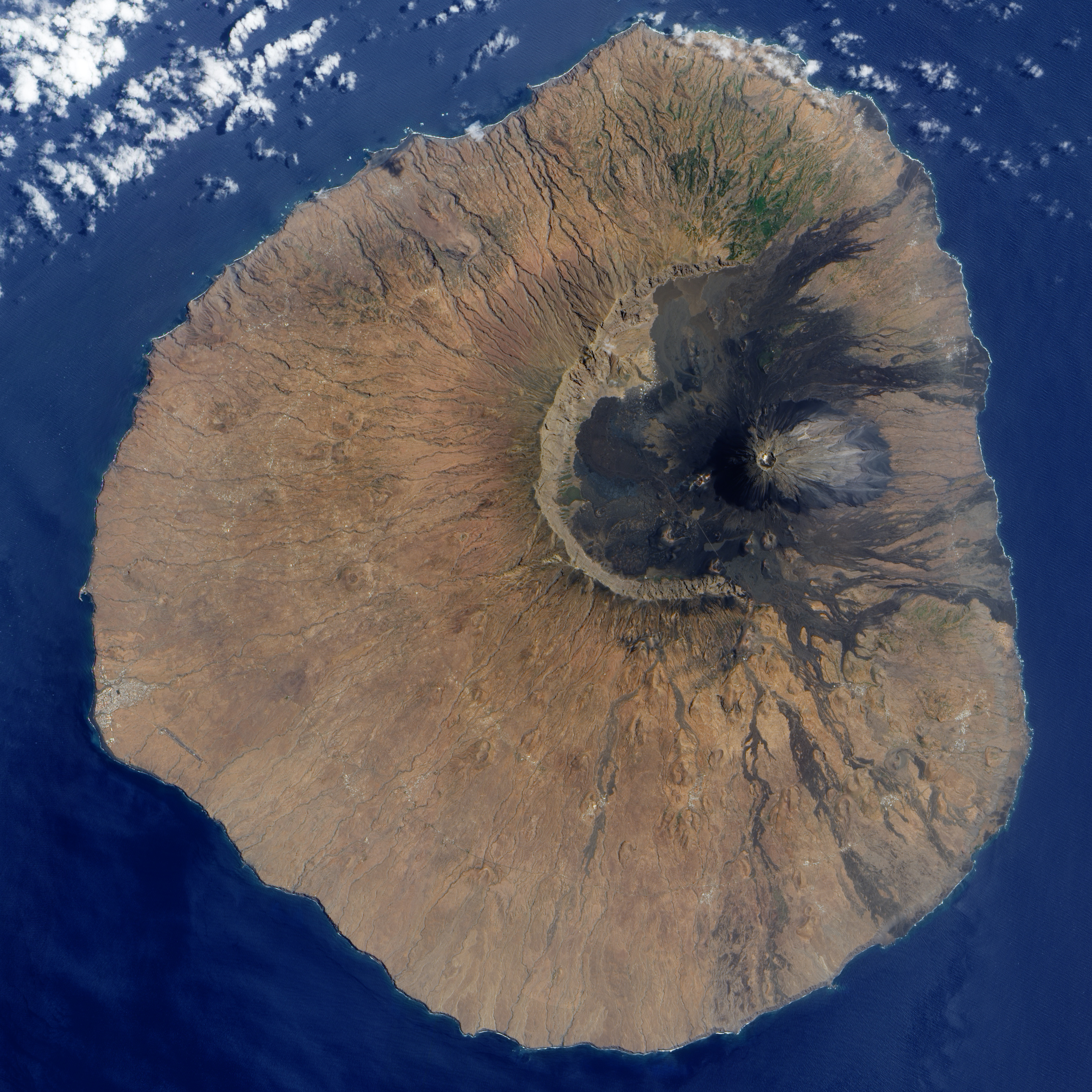
フォゴ島の衛星画像

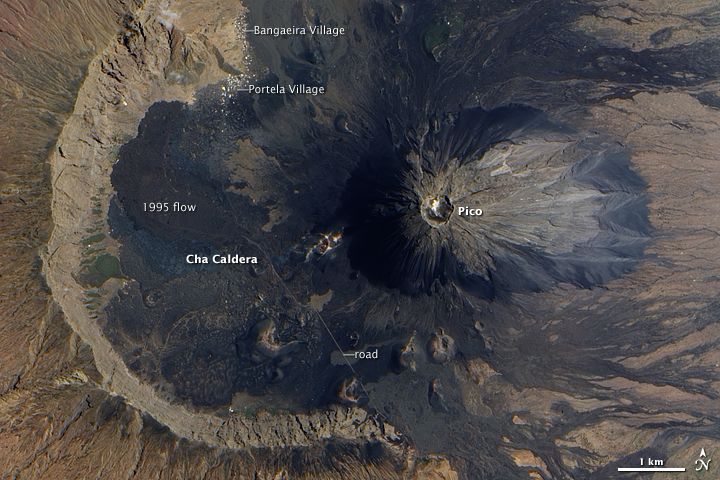
カルデラとフォゴ山（2009年）

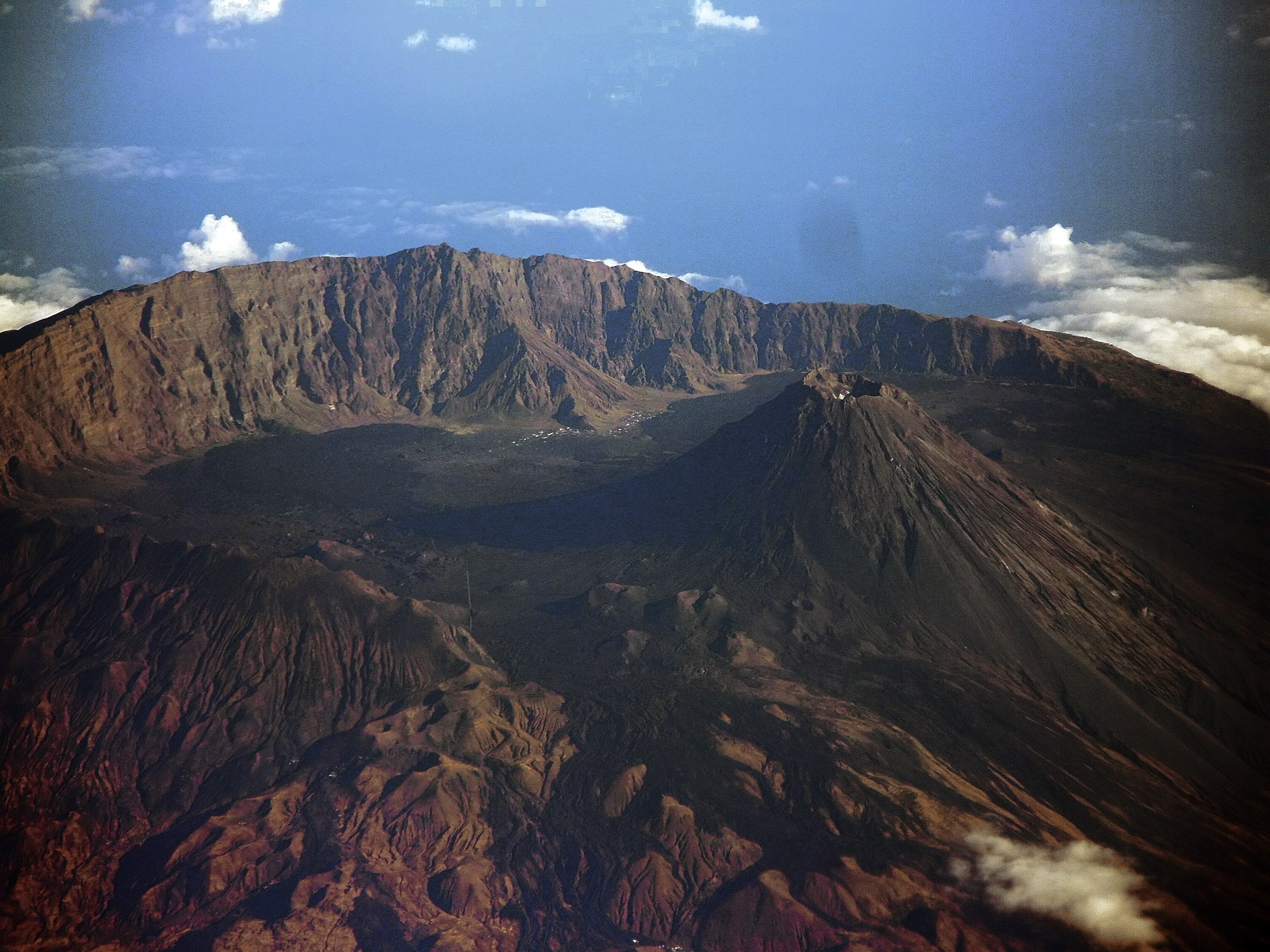
フォゴ山とカルデラ壁

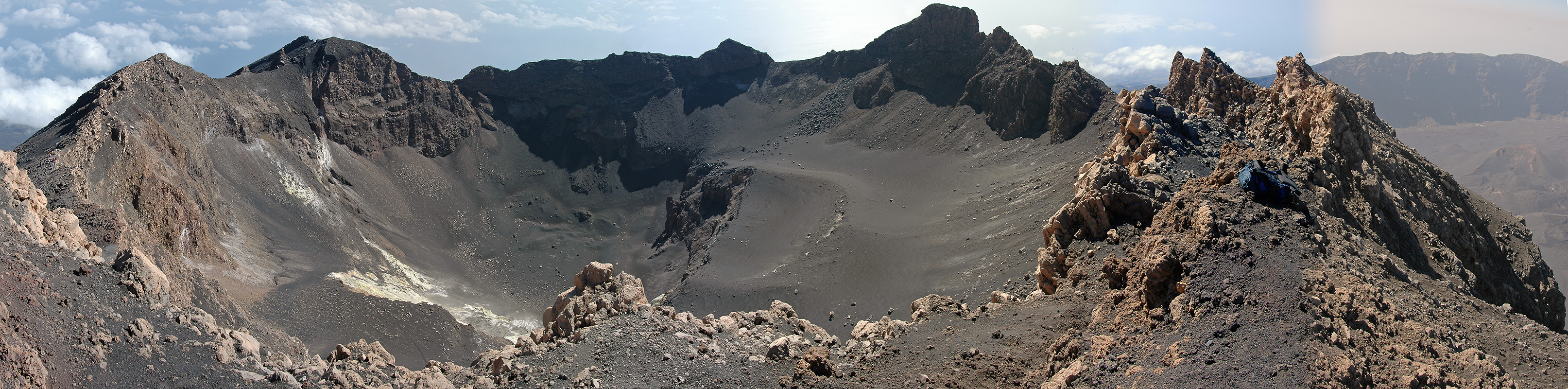
フォゴ山の山頂火口

フォゴ島は1つの火山から成り、島は直径約25キロメートルのほぼ円形となっている。山頂部にある、南北におよそ10キロメートル東西7キロメートルの大きなカルデラは、島の中央には位置せず、北東の方向にずれている。カルデラは、北面と西面そして南面で急な垂直に近い断層崖に囲まれているが、東面は壁が無く溶岩が海岸へと流れた跡がある。北北東に伸びている地割れ火口は、およそ1500年から1760年の間に作り出されたカルデラ内の「ピコ」と名付けられた中央火口丘の西の横腹に沿って開いている。フォゴ山の現在の地形は、海の方へ斜面を崩落したことから生じた東側の海にさらされたカルデラとなっている。
山の斜面はコーヒーの栽培に用いられ、溶岩は建築材料としても使われている。カルデラ内の平原「チャ・ダス・カルデイラス（en:Chã das Caldeiras）」には小さな村が存在する。

## 1995年の噴火
1995年の噴火は、4月2日から3日にかけての晩に始まり、島は火山灰の噴煙に覆われた。建物が破壊されたため、居住者は村から避難した。
噴火は、溶岩の初の噴出のおよそ6日前に始まった小さな地震の後に起こったと、住民は証言している。これらの地震は4月2日を通して大きさと頻度が増加し、特に強い地震が、明らかな噴火が始まる4時間前の午後8時頃に報告されている。そして、ちょうど真夜中過ぎに中央火山の中腹に亀裂が生じた。目撃した1人の住民は「山がまるでナイフで切られたかのようだ」と語っている。激しい噴出で知られるストロンボリ式噴火が始まり、「火のカーテン」と呼ばれる溶岩噴出とその流れは、午前2時にはカルデラ内のポルテラ村からふもとへと通じる道路を寸断した。カルデラの内側に居住していた1300人は、夜のうちに安全な北の海岸の村へ避難した。幸い死者はいなかったが、およそ20人が治療を必要とする怪我を負った。
4月3日の日中、島は、高さ2.5から5キロメートルに達した火山灰の濃い雲におおわれた。規模は明らかに少なかったが、最初の流れは比較的流動性の高いパホイホイ溶岩であった。激しい噴火は、直径4メートルに至る火山弾を生み出し、火口から500メートルの距離にまで飛散した。4月4日、溶岩の噴出は高さ400メートルにおよび、灰の雲は2000メートルの高さにまで達した。発達するアア溶岩の流れが加わり、南西方向に開いた新しい溶岩滴丘ができた。4月5日、新たなアア溶岩の流動がカルデラ壁の西端に達し、およそ5棟の建物と主要貯水池が破壊された。これらの最初の数日間に、行政当局はおよそ3000人を避難させた。
噴火は、最初の数日の後より落ち着きを見せるようになり、そしておよそ100から120メートルの高さのハワイ式噴火による穏やかな溶岩噴出は、高さ140メートル以上の溶岩滴丘を造りだした。アア溶岩は、西のカルデラ壁の方向へ流れ、そして北に向きを変えた。これらの溶岩流の偶発的な流れは、火口からの圧力と太い流動によって作り上げられている。4月13日、停滞したアア溶岩に覆いかぶさるように二番目のアア溶岩が流れ出した。初期の流れの上にあったが、4月15日には溶岩は散開しもう一つの建物を破壊した。溶岩流のスラグは、4月15日に2キロメートル先のカルデラの南端から外に向かって落ちだし、17日には流れが北側のポルテラ村で最も近い家の420メートル内に達した。
4月18日、携帯型地震計は、溶岩噴出からストロンボリ式噴火への突発的な形態の変化を示した非常に強い火山性微動を記録し始めた。噴出は、大きいガス爆発で3から8秒おきに放出された。これに加えて、突発的な噴出は増加し、流路の上方の部分300メートルは主にパホイホイ溶岩であることが観測された。状況と経路の流量から噴出量は、1日あたり400から850万立方メートルと推定される。
4月18日の夜の間に、溶岩滴丘の部分的な崩壊らしき一連の大きな爆発が起こった。朝までには、活動はこれまでの溶岩噴出に戻り、地震の記録は非常に静かなものになった。溶岩流は厚くなり続け、中央の溝に沿ってスラグだまりとなった。

## 2014-15年の噴火
フォゴ山は2014年に再び活性化し、2014年11月23日（日）午前10時過ぎ（UTC:11時）に噴火した。地震活動も前日の土曜日夜8時から活発になっており、群発地震は数日間続いた 。
チャ・ダス・カルデイラスの住民約1,000人は、激しい揺れによる建物の倒壊を恐れ自宅の外で夜を過ごしていたが、噴火が始まると避難を開始した。1995年と同様に、当初は自宅からの避難を拒否した者もいたが、最終的には当局の指示に従うこととなった 。
カーボベルデの火山学者ブルーノ・ファリアは、今回の噴火の強さは1995年の噴火を上回り、フォゴ島で記録された史上最強の噴火の一つである1951年の噴火に迫ったと述べた。噴火は2014年11月23日以降勢いを増し、チャ・ダス・カルデイラスのポルテラ村は、溶岩流に覆われ、住宅群が完全に破壊された。
噴火は77日間続いた後、2015年2月8日に停止した。チャ・ダス・カルデイラスの一部であるポルテラ、バンエイラ、イルヘウ・デ・ロスナの建物の75%が破壊され、そのほとんどは溶岩に覆われた。地理学者クリストフ・ネフは、2017年11月にチャ・ダス・カルデイラスを訪れた後のブログに、チャの住居の再建が進んでおり、いくつかのホテルによる旅行者の受け入れが始まったと記している。

## 付近に存在する海山について
フォゴ山の存在する火山島のフォゴ島と、この山と同じく活火山として知られるフォンタインアス山の存在する火山島のブラヴァ島との間には、カダモスト（Cadamosto）海山がある。1982年、1990年、1998年、2004年と、この付近で発生した地震は、このカダモスト海山で発生したものであり、もしかしたら、この海山も新しい火山島になるかもしれないという可能性も指摘されている。